# Gehn wir im Prater, gehn wir in d'Hetz (Mozart)
Gehn wir im Prater, gehn wir in d'Hetz (en alemán, ‘Vamos al Prater, vamos al Hetz’) en si bemol mayor, K. 558, es un canon para cuatro voces a cappella de Wolfgang Amadeus Mozart; Mozart incluyó esta obra en su catálogo temático el 2 de septiembre de 1788, siendo el sexto de una serie de diez cánones.

## Música
El canon está escrito en compás de compasillo binario y en la tonalidad de si bemol mayor. El tema presenta una extensión de veinticuatro compases; entrando cada una de las voces transcurridos seis compases. El canon presenta una indicación de Allegro y se caracteriza por los fuertes contrastes dinámicos, así como por un tratamiento predominantemente silábico del texto.

## Texto
El texto de este canon —como el de Grechtelt's enk (KV 556)— trata, en un tono desenfadado y humorístico, sobre una salida de paseo al célebre parque del Prater de Viena. A pesar de ser una composición breve, musicalmente poco exigente y destinada únicamente a su interpretación como entretenimiento en un círculo de amigos, Mozart la compuso meticulosamente.
| Gehn wir im Prater, gehn wir in d'Hetz, gehn wir zum Kasperl. Der Kasperl ist krank, der Bär ist verreckt was tät' ma in der Hertz drauss? Im Prater gibt's Gelsen und Haufen voll Dreck. | Vamos al Prater, vamos al Hetz,[nota 1] vamos a los títeres. El títere está enfermo, el oso está muerto ¿qué vamos a hacer con el hostigamiento? En el Prater hay moscas y montones de basura. |

## Obras relacionadas
Otros cánones que Mozart también apuntó en su catálogo temático el día 2 de septiembre de 1788 son: Alleluia (KV 553) y Ave Maria (KV 554), ambas de tema religioso; Caro bell'idol mio (KV 562), de tema amoroso; Difficile lectu mihi Mars (KV 559), O du eselhafter Peierl (KV 560a) y Bona nox (KV 561), los cuales usan un lenguaje obsceno, marcado por la presencia de humor escatológico.